# Shah Alam II
Shah Alam II; med det fullständiga namnet Abdu'llah Jalal ud-din Abu'l Muzaffar Ham ud-din Muhammad 'Ali Gauhar Shah-i-'Alam II; känd också som Ali Gauhar, Mozaffar Mohammad Shah eller Ham-e Din; född 25 juni 1728, död 19 november 1806, var en indisk stormogul 1759-1806.
Trots att han som prins tvingades lämna huvudstaden Delhi 1758 utropade han sig som ny härskare sedan hans far, Alamgir II, mördats 1759. Under början av det som rent formellt kan räknas som Shah Alam II:s regeringstid stod han under beskydd av nawaben av Awadh. Sedan denne besegrats militärt av britterna 1764 blev stormogulen helt maktlös, och levde framdeles på en pension från Brittiska Ostindiska Kompaniet.